# Faxiang zong
Die Faxiang zong (chinesisch 法相宗, Pinyin Fǎxiāng zōng, W.-G. Fa-hsiang tsung) die Schule der Daseinsmerkmale (Sanskrit: Dharmalakṣaṇa) ist die im 7. Jahrhundert gegründete Schule des chinesischen Buddhismus. 
Ihre Lehren beruhen auf den Gedanken des Vijñānavāda, wonach alle Erscheinungen nur irreale respektive täuschende Projektionen des Geistes (cittamātra) darstellen. Die Schule erlosch im 9. Jahrhundert, fand ihren Weg aber nach Japan, wo sie als Hossō (Hossō-shu) weiterlebte.